# Gran Marcia Trionfale
Gran Marcia Trionfale (wł. „Wielki Marsz Triumfalny”) – drugi hymn papieski oraz hymn Watykanu w latach 1857–1949. Muzykę Wielkiego Marszu Triumfalnego skomponował w roku 1857 Viktorin Hallmayer, ówczesny dyrektor orkiestry austriackiego 47. Regimentu Piechoty, tzw. Regimentu Hrabiego Kinsky'ego, który stacjonował w Państwie Kościelnym.
Wielki Marsz Triumfalny został po raz pierwszy wykonany wieczorem 9 czerwca 1857 r. podczas uroczystości wjazdu papieża Piusa IX do Bolonii. Szybko zdobył popularność i powtarzano go m.in. podczas dalszej podróży Piusa IX do Florencji i innych włoskich miast, jak również podczas powrotu papieża do Rzymu 5 września 1857 r. Melodię tę odgrywano także w roku 1929 na ulicach Rzymu z okazji podpisania traktatów laterańskich zawartych między Państwem Kościelnym a Królestwem Włoch, kończących spór o tzw. kwestię rzymską.
Hymn kompozycji Hallmayera został po raz ostatni oficjalnie wykonany w Wigilię Bożego Narodzenia 1949 roku. Papież Pius XII zdecydował, że od 1950 roku oficjalnym hymnem Państwa Watykan będzie skomponowany w 1869 r. przez Charles’a Gounoda marsz pt. Inno e Marcia Pontificale. Jego nastrój wydawał się być bardziej religijny i bardziej odpowiedni dla hymnu Watykanu.